# 陳宇廷
陈宇廷（英語：Mark Yuting Chen，1964年10月11日—），教育家、慈善家。前中华民国副总统陈诚的长孙、台湾前高級官員陈履安长子。妹妹陳宇慧為知名的中文武俠小說寫作者，其幼弟為洛珠丹傑堪布。

## 背景
陈宇廷有四名胞弟妹，祖父為中华民国副总统陈诚，父親則為台灣前監察院院長、國防部部長、經濟部部長、行政院政務委員兼國科會主委、教育部常務次長陳履安，他在1983至1987年曾修讀普林斯顿大学电脑电机系，毕业後任職投资银行達兩年。1991年，他获得哈佛商學院企業管理系碩士學位和进入麦肯锡咨询公司工作，翌年選擇出家为僧三年。

### 个人生活
2002年，陈宇廷跟藏族歌手央金拉姆認識不久便结为夫妇。2013年，央金拉姆誕下长女陈明乐，2018年又于台北誕下三胞胎，兩人共育有二子二女。

### 成就与影响
1996 - 2003年，陈宇廷曾担任陈诚基金会及化育基金会执行长，2000年往藏区制作《寻找香格里拉－大宝法王传奇》系列电视纪录片。2005年，他联合麦肯锡、奥美广告、WPP集团、德勤会计师事务所、君合律师事务所、诺华制药、摩托罗拉、永丰余集团、中国青少年发展基金会、中国扶贫基金会、中国红十字基金会等，一同成立NPP（New Philanthropy Partners）公益创投基金，協助中華人民共和國民政部与麦肯锡合作研究中国未来公益产业和NGO机构的发展方向。2008年，他加入中国企业家组织“阿拉善生态协会”，并当选為第二届副会长；2010年再应邀加入由美国洛克菲勒家族发起、全球100多个政商家族所组成的“全球家族公益会（Global Philanthropist Circle）”，且出任理事兼大中华区代表。
2013年，陈宇廷与父亲及妻子開始将禅修理论和方法科学化、现代化、生活化，在全国數十個城市中开辦讲座，推廣“觉性（禅修）科学”概念。2014年10月19 - 21日，他于北京发起第一届“觉性科学论坛”，出席嘉賓包括美國慈善家佩姬·洛克菲勒、當納利印刷集团第五代投资基金负责人唐爱益、卡尔弗特投资基金创始人施伟恩、中国科学技术大学前校长朱清时、绿谷集团创辦人吕松涛、台湾大学前校长李嗣涔等。2015年，他亦透過三秦出版社發行首本著作《念完哈佛念阿弥陀佛》，分享個人經歷與修佛心得。

## 著作
- 2015年：《念完哈佛念阿彌陀佛》 ISBN 9787551801645